# Ridning
Ridning er menneskets bevægelse på ryggen af dyr. De mest almindelige ridedyr er heste, æsler/muldyr, kameler/dromedarer og elefanter.

## Samspil mellem dyr og rytter
Rytteren har flere virkemidler til at styre dyrets bevægelser. Blandt dem er fordeling af vægten, pres med benene, hovedtøj og stemmen. Dertil kommer hjælpemidler som pisk og sporer. I almindelighed er anvendelsen af et enkelt virkemiddel ikke særlig nyttigt: det er kombinationen af dem, der virker. 

## Udstyr
Normalt bruger rytteren sadler. Det giver bedre komfort og er med til at fordele rytterens vægt på en større del af dyrets ryg. Ofte  bruges et hovedtøj til at kontrollere dyret.

## Ridedyr
Det mest almindelige ridedyr er hesten, der er udbredt over størstedelen af verden. Andre hovdyr som æsel, muldyr og mulæsel er ligeledes meget udbredt, mens kameler og dromedarer bruges mindre. Det samme gælder elefant, vandbøffel og yak. Visse dyr bruges stort set udelukkende til show som tyre til rodeo samt strudse, elefanter og lamaer som turistattraktioner.

## Sportsridning
Ridning forekommer i stor udstrækning i sportssammenhæng. Det drejere sig både om væddeløb, hvor det gælder om at gennemride en strækning hurtigst muligt; eller præcision, hvor det gælder om at ride så nøjagtigt som muligt. Heste er brugt i sportsridning.